# 假“左翼”暴力集团
假“左翼”暴力集团（日语：／）是日本共产党用语，用来指与其对立的日本新左翼派别。相当于媒体用语“极左过激派”、日本警察用语“极左暴力集团”。包含了“伪装左翼”的意思。
1930年代之后主要使用的是“托洛茨基主义者”、“托洛茨基主义暴力集团”等， 但是1980年代后期以后主要使用假“左翼”暴力集团或假“左翼”集团。

## 概要
包括日本共产党在内的第三国际系谱的各国共产党对与共产党对立的共产主义者，用“托洛茨基主义”、“修正主义”、“左翼机会主义”等词语进行批评。
1980年代以来，日本共产党称那些过去称为“托洛茨基主义”的新左翼为假“左翼”暴力集团。日本共产党主张，这些都是以打击日本共产党为目的，伪装成“共产主义”的暴力集团，有权力秘密支持（假“左翼”游泳论）。